# Chanskaja
Chanskaja (ros. Ханская) – stanica w Rosji, w Adygei. 

## Demografia
- 2010 – 11 245[2]
- 2020 – 11 679[1]